# Regeringen Kurti II
Regeringen Kurti II är Kosovos regering sedan den 22 mars 2021, då den efterträdde regeringen Hoti. Regeringen bildades efter en uppgörelse mellan Guxo och fyra minoritetspartier.